# 350-й гвардейский парашютно-десантный полк
350-й гвардейский парашютно-десантный Краснознамённый ордена Суворова полк (сокращённо — 350-й гв. пдп) — воинская часть в составе ВДВ СССР, а позже ВС Республики Беларусь.

## История

### Предвоенный период
В марте 1933 года в г. Брянске был создан 2-й батальон особого назначения.
19 июля 1934 года батальон был передислоцирован в г. Хабаровск, где вошёл в состав воздушных войск Особой Краснознамённой Дальневосточной армии.
В 1936 году на основе батальона был создан 1-й авиадесантный полк.
1 октября 1938 года на базе полка сформирована 202-я воздушно-десантная бригада (202-я вдбр).

### Великая Отечественная война
Личный состав 202-й вдбр направлялся на формирование 10-й гвардейской воздушно-десантной дивизии.
В 1944 году по постановлению Государственного комитета обороны от 9 августа 1944 года было создано 3 воздушно-десантных корпуса (ВДК): 37-й ВДК, 38-й ВДК и 39-й ВДК (командир — Тихонов М. Ф.). В состав каждого входило по 3 воздушно-десантных дивизии (вдд). Дивизии состояли из бригад. 39-й ВДК имел в своём составе: 8-ю гв. вдд; 14-ю гв. вдд и 100-ю гв. вдд.
14-я гв. вдд (комдив — Иванов В. П.) состояла из: 22-й 23-й и 24-й гвардейских воздушно-десантных бригад. 22-я вдбр была укомплектована в основном десантниками из бывшей 202-й гвардейской воздушно-десантной бригады, и её командиром был назначен бывший командир 202-й вдбр подполковник Ф. П. Первеев.
В октябре 1944 года корпуса были сведены в Отдельную гвардейскую воздушно-десантную армию.
В конце декабря 1944 года Отдельная гвардейская воздушно-десантная армия, объединившая большинство формирований воздушно-десантных войск, была преобразована в общевойсковую 9-ю гвардейскую армию, а три её корпуса и девять дивизий — в гвардейские стрелковые дивизии и полки.
В результате этого переформирования на основе 22-й вдбр 25 декабря 1944 года был создан 350-й гвардейский стрелковый полк (в составе 114-й гвардейской стрелковой дивизии, 39-го гвардейского стрелкового корпуса, 9-й гвардейской армии.) Командиром полка остался подполковник Ф. П. Первеев

Отправив на фронт 3 батальона, оставшаяся в Хабаровске 202 вдбр пополнила свои ряды за счёт призыва 1942 года и в августе 1944 года в полном составе убыла в г. Тейково Ивановской области. Здесь на её базе был создан 350-й гвардейский стрелковый полк, командиром которого был назначен бывший командир 202-й подполковник Первеев Фёдор Павлович, которого десантники уважительно звали «Батя». Боевое знамя 202-й вдбр до конца войны осталось в этом полку и вместе с полковым знаменем прошло по многим полям брани. Оно многократно было пробито вражескими пулями— Комната Боевой Славы "202-й воздушно-десантной бригады"
.

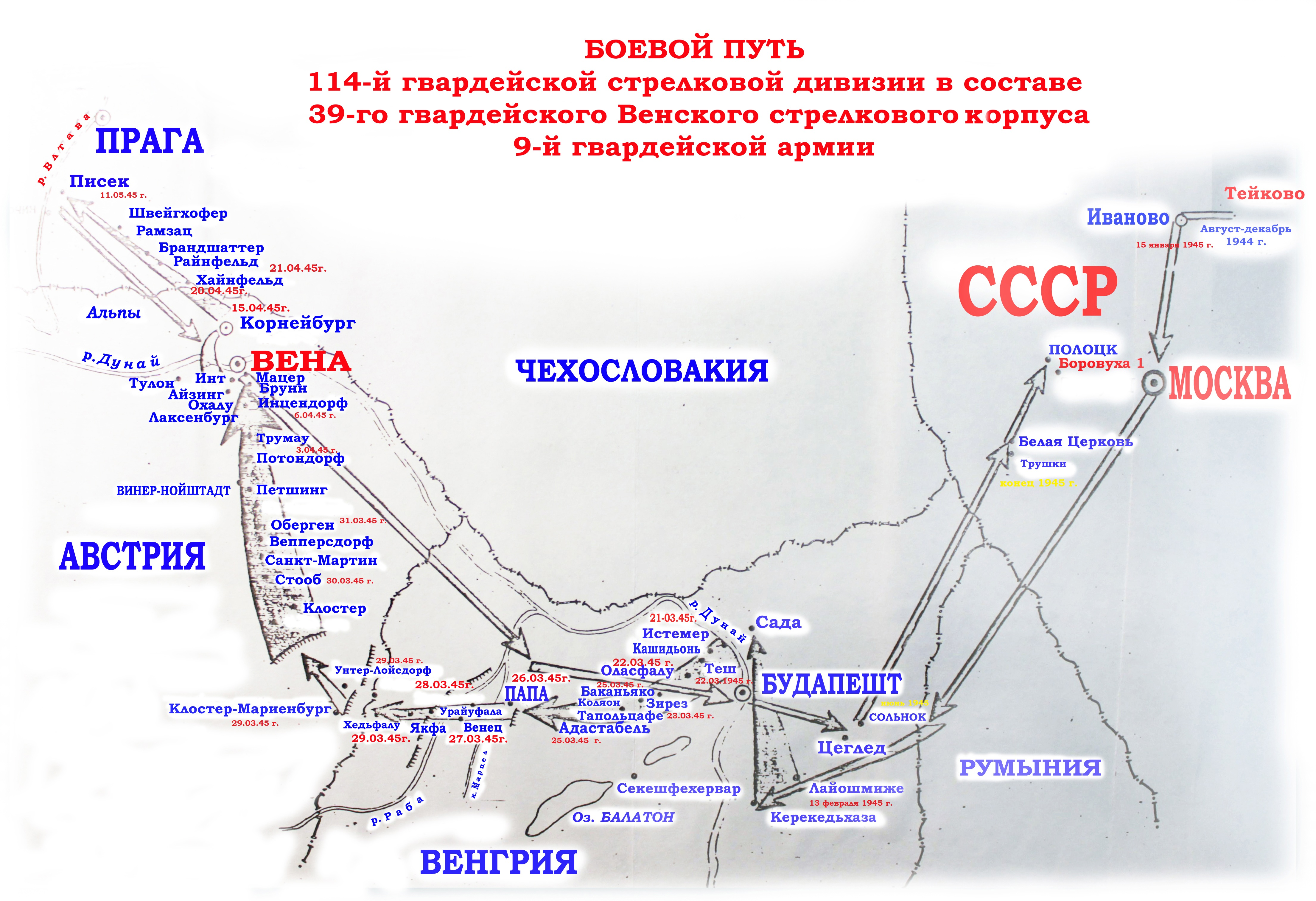

С 4 марта по 26 апреля 1945 года 350-й гвардейский стрелковый полк принимал участие в боях с немецко-фашистскими захватчиками на территории Венгрии и Австрии.
В ходе Венской наступательной операции принимал участие в освобождении городов:
- Зирец — освобождён 23 марта 1945
- Папа — 26 марта 1945
- Винер-Нойштадт, Нойенкирхен — 2 апреля 1945
- Вена — 13 апреля 1945
- Корнейбург — 15 апреля 1945

За образцовое выполнение боевых задач в боях с немецко-фашистскими захватчиками 2837 военнослужащих полка были награждены орденами и медалями, а в мае 1945 года 350-й гвардейский стрелковый полк награждён орденом Суворова III степени.

### Послевоенные годы

#### Возвращение в состав ВДВ
После Великой Отечественной войны 114-я гвардейская Краснознамённая Венская стрелковая дивизия дислоцировалась в Белорусском военном округе. 357-й и 350-й гвардейские стрелковые полки дислоцировались в н. п. Боровухе-1.
В период с 15 июня по 1 июля 1946 года 350-й гвардейский стрелковый полк переформирован в 350-й парашютно-десантный полк.
В апреле 1956 года при расформировании 114-й гв. вдд, 350-й полк был передан в состав 103-й гвардейской воздушно-десантной Краснознамённой ордена Кутузова II степени дивизии. Место дислокации — Боровуха-1.
В 1959 году в составе дивизии полк принимал участие в государственных испытаниях нового военно-транспортного самолёта Ан-12 и войсковых испытаниях нового парашюта Д-1/8.
В 1962 году личный состав освоил парашютные прыжки вслед за десантируемой техникой. В том же году полк участвовал в учениях войск стран Варшавского договора «Влтава» и получил благодарность министра обороны ЧССР.
В 1967 году полк участвовал в учениях «Днепр» Чехословацкая Социалистическая Республика ЧССР. По итогам учений личному составу Министр обороны СССР Маршал Советского Союза Гречко А. А. объявил благодарность.

#### Участие в операции «Дунай-68»
12 июля 1968 года 103-я и 7-я гвардейская воздушно-десантные дивизии были подняты по тревоге и совершили марш в районы ожидания.
18 августа 1968 года на заседании Политбюро ЦК КПСС было принято решение о вводе войск Варшавского договора в Чехословакию.
В ночь с 20 на 21 августа 1968 года 350-й гв. пдп под командованием подполковника Колесова В. С. высадился на аэродром Намешть в 32 километрах западнее Брно с задачей не допустить открытия государственной границы для войск НАТО со стороны Австрии.

 5 час. 10 мин. высадились разведрота 350-го парашютно-десантного полка и отдельная разведрота 103-й воздушно-десантной дивизии. В течение 10 минут они захватили аэродромы Туржани и Намешть, после чего началась высадка основных сил. По словам очевидцев, транспортные самолёты совершали посадку на аэродромы один за другим. Десант спрыгивал, не дожидаясь полной остановки. На боевой технике и захваченных гражданских автомобилях десантники уходили в глубь территории, и к 9:00 ими были блокированы в Брно все дороги, мосты, выезды из города, здания радио и телевидения, телеграф, главпочтамт, административные здания города и области, типография, вокзалы, а также штабы воинских частей и предприятия военной промышленности— Вторжение войск ОВД в Чехословакию
.
350-й полк захватил органы партийного и городского управления, почтамт, склады боеприпасов и ряд других объектов. В первой половине сентября 1968 года основные части и соединения Советской армии и войск стран — участниц ОВД были выведены и возвратились к местам постоянной дислокации. 350-й полк вернулся к месту постоянной дислокации 20 октября 1968 года.

#### Боевая учёба
В 1970-х годах полк принимал участие в различных учениях:
- 1975 год — Весна-75
- 1977 год — Вал-77 в ГДР.
- 1978 год — Березина.

Во время этих учений десантная часть в полном составе с техникой и вооружением впервые десантировалась с самолётов Ил-76 

За успешное выполнение боевых задач поставленных на учениях 350-й гв. пдп был награждён Вымпелом Министра Обороны СССР.
За успешное выполнение боевых задач поставленных на учении (Весна-75) личному составу 350-го гв. пдп были вручены благодарности от Министра обороны СССР А. А. Гречко.

### Афганская война 1979—1989 годов

#### Переброска в Кабул
10 декабря 1979 года 350-й гвардейский парашютно-десантный полк в составе 103-й гв. вдд был поднят по боевой тревоге и к исходу 12 декабря сосредоточился на аэродроме «Быхов», где до 15 декабря осуществлял подготовку к десантированию и боевым действиям.
25 декабря полк двумя группировками сосредоточился на аэродромах Чимкент и Энгельс.
В ночь на 25 декабря самолётами военно-транспортной авиации полк был переброшен на территорию Демократической Республики Афганистан и посадочным способом высадился на аэродроме г.Кабул.
25 декабря полк понёс первые потери. В 19:33 по московскому времени (21:03 по местному времени) транспортный самолёт Ил-76 (бортовой номер 86036) из 128-го гвардейского Ленинградского Краснознамённого военно-транспортного авиационного полка 18-й гвардейской военно-транспортной авиационной дивизии, заходя на посадку в аэропорт Кабула, врезался в вершину хребта Гиндукуш на высоте 4662 метра над уровнем моря примерно в 60 км от пункта назначения. Погибли находившиеся на борту 10 членов экипажа и 37 десантников.

#### Операция «Байкал-79»
27 декабря 1979 года в 18:25 по местному времени началась операция под кодовым названием «Байкал-79».
Согласно плану операции первой боевой задачей, поставленной перед 103-й гв. вдд и 350-м гв. пдп был захват важных государственных и военных объектов в Кабуле. В общем планировался захват 17 объектов.
Среди них — здания министерств, штабов, тюрьма для политзаключённых, радиоцентр и телецентр, почта и телеграф. Одновременно планировалось блокировать располагавшиеся в афганской столице штабы, воинские части и соединения Вооружённых сил ДРА силами десантников и прибывающими в Кабул подразделениями 108-й мотострелковой дивизии.

#### Боевые действия с участием 350-го полка
29 февраля 1980 года в провинции Кунар, 3-й парашютно-десантный батальон 350-го пдп участвовал в рейде с подразделениями других советских полков, в ходе которого произошёл первый серьёзный бой подразделения ВДВ СССР в послевоенный период, который завершился большими потерями десантников.
Позже подразделения 350-го полка участвовали во всех крупных операциях, включая Панджшерские операции, Кунарская операция 1985 года и Операция «Магистраль».
За успешное выполнение заданий по оказанию интернациональной помощи ДРА 350-й гв. ордена Суворова III степени парашютно-десантный полк в январе 1983 года был награждён орденом «Красного Знамени».
За период ведения боевых действий в полку погибло 358 офицеров, прапорщиков, солдат и сержантов.
Более 5000 офицеров, прапорщиков, солдат, сержантов были награждены боевыми орденами и медалями СССР.
15 февраля 1989 года 350 гв. пдп прибыл в пункт постоянной дислокации населённый пункт Боровуха-1 Витебской области. Командиром полка был гв. подполковник Попов А. В., начальником штаба гв. майор Замотаев И. А.

## Распад СССР
4 января 1990 года вышли директивы министра обороны СССР и начальника Генерального штаба Вооружённых Сил СССР о передаче 103-й гв. вдд из состава ВДВ и её переподчинении начальнику Пограничных войск Комитета государственной безопасности СССР
13 января 1990 года 103-я гвардейская воздушно-десантная дивизия была поднята по тревоге и воздухом передислоцирована в Баку.
С 14 января по 12 мая 1990 года 350-й гв. пдп выполнял боевые задачи по охране государственной границы на участках 43-го и 44-го Пограничных отрядов Закавказского пограничного округа.
В сентябре 1991 года 350-й гв. пдп в составе 103 гв. вдд был выведен из состава ПВ КГБ СССР и передан в состав Воздушно-десантных войск ВС СССР.
В мае 1992 года 350-й гв. пдп передан в составе 103 гв. вдд в Вооружённые Силы Республики Беларусь.
С 1 сентября 1995 года 350-й гв. пдп переформирован в 350-ю отдельную гвардейскую мобильную Краснознамённую ордена Суворова бригаду с пунктом дислокации в н. п. Боровуха-1.
В связи с реформированием ВС РБ в январе 2002 года 350-й гв. пдп был расформирован.
В октябре 2002 года в составе 103 гв. отдельной мобильной бригады ВС РБ был сформирован 350-й отдельный гвардейский мобильный батальон с сохранением номера, наград, присвоенного наименования и вручением Боевого Знамени 350-го гв. пдп.

## Командиры 350-го полка
Список командиров полка:
- 1944—1945: Первеев Федор Павлович
- 1945—1948: Трусов Алексей Ильич
- 1948—1950: Звягин Константин Яковлевич
- 1950—1954: Самокиш Николай Прохорович
- 1955—1960: Калоев Георгий Александрович
- 1960—1962: Голованов Павел Иванович
- 1962—1966: Клыбин Иван Васильевич
- 1966—1967: Анищенко Валентин Сергеевич
- 1967—1969: Колесов, Владлен Серафимович
- 1969—1974: Гордиенко Григорий Яковлевич
- 1974—1976: Федотов Сергей Васильевич
- 1976—1978: Борецкий Юрий Богданович
- 1978—1980: Шпак Георгий Иванович
- 1981—1982: Семкин Александр Александрович
- 1983—1984: Соловьёв Александр Владимирович
- 1984—1986: Сыромятников Виктор Дмитриевич
- 1986—1987: Борисов Геннадий Сергеевич
- 1987—1992: Попов Александр Васильевич

Вооружённые силы Республики Беларусь
- 1992: Литош Николай Александрович.

## Персоналии служившие в 350-м  полку

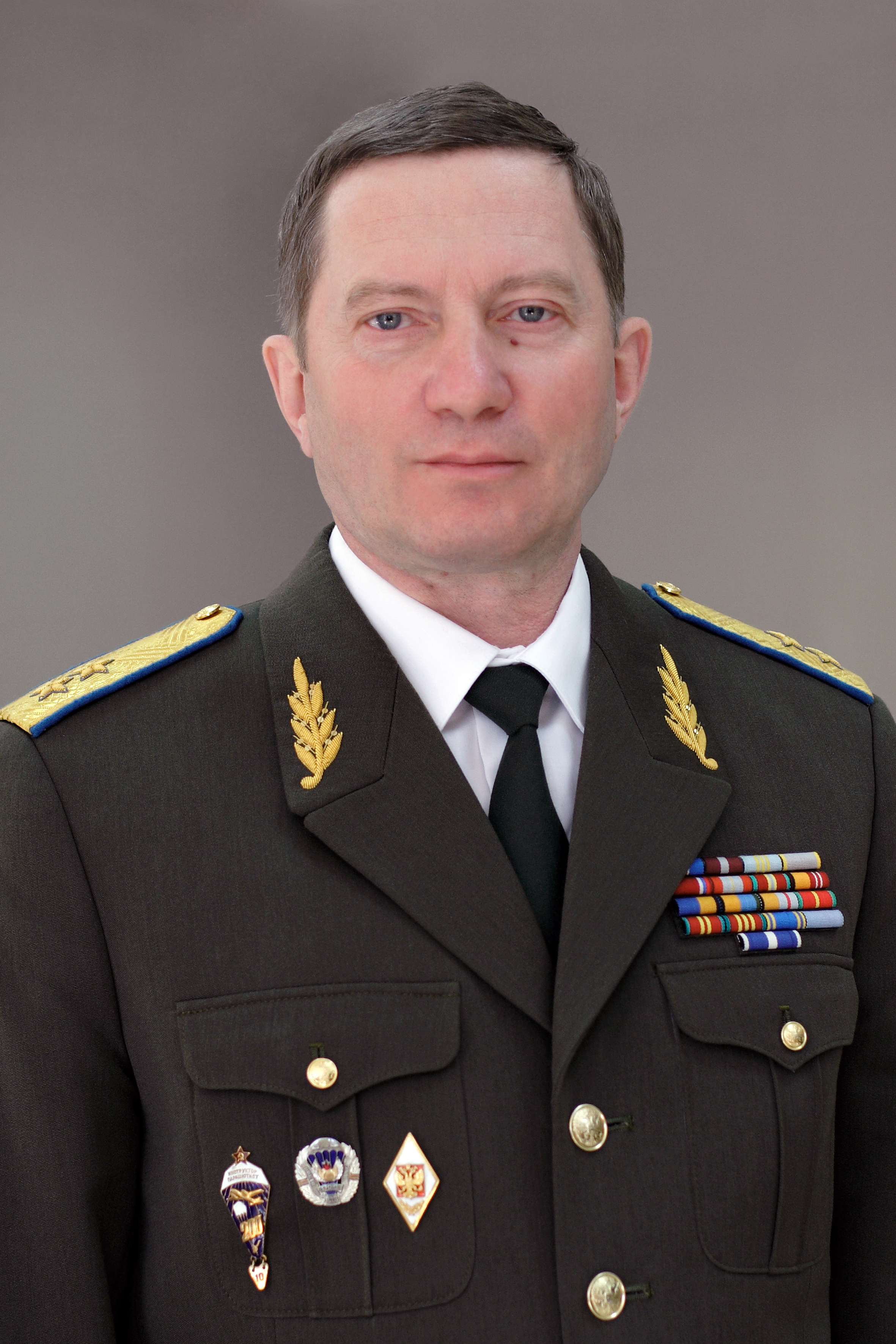
Евтухович Валерий Евгеньевич

- Долгов Пётр Иванович - (1920—1962) — Герой Советского Союза. Лауреат Сталинской премии третьей степени (1952), старший инструктор-испытатель парашютной техники Научно-исследовательского института ВВС СССР, полковник ВДВ. Член ВКП(б) с 1945 года. Командир роты 350-го полка в 1945 году. Освобождал Вену. Погиб совершая прыжок с высоты 25 600 м.
- Евтухович Валерий Евгеньевич — российский военачальник, командующий Воздушно-десантными войсками Вооружённых сил РФ с ноября 2007 года по май 2009 года. Прошёл в 350-м полку все ступени от командира взвода до начальника штаба батальона в 1975—1981 гг.
- Исаханян Геворк Анушаванович — гвардии генерал-майор. Герой Российской Федерации (2000 г.). Служил в 350-м полку  командиром 2-го

батальона в 1987—1989 гг.
- Колыбабинский Владимир Николаевич — подполковник Вооружённых Сил Российской Федерации, участник Афганской войны, Герой Российской Федерации (1995). Служил в 350-м полку командиром взвода в 1987—1989 гг.
- Солуянов, Александр Петрович, гвардии генерал-майор. Герой Советского Союза (1984). Командовал 1-м парашютно-десантным батальоном.
- Червонопиский Сергей Васильевич — генерал-лейтенант Вооружённых сил Украины, участник Афганской войны, Герой Украины (2012). На службе в 350-м полку прошёл ступени от командира взвода до командиром роты в 1978—1981 гг. Был тяжело ранен, ампутированы обе ноги.